# Strahovský klášter
Strahovský klášter, plným názvem Královská kanonie premonstrátů na Strahově (latinsky Monasterium Strahoviense, starým označením též Mons Sion), je nejstarší premonstrátský klášter v Čechách, založený roku 1143, a jedna z nejvýznamnějších architektonických památek České republiky. V klášteře, jehož konvent byl obnoven po roce 1990, sídlí také Památník národního písemnictví, součástí kláštera je slavná Strahovská knihovna a obrazárna.

## Historie

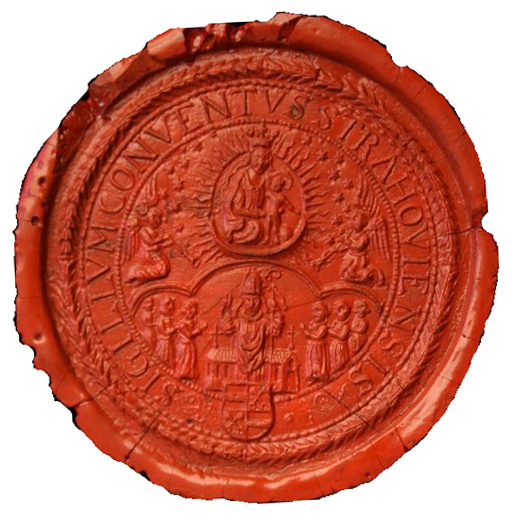
Pečeť Strahovského konventu, 1475

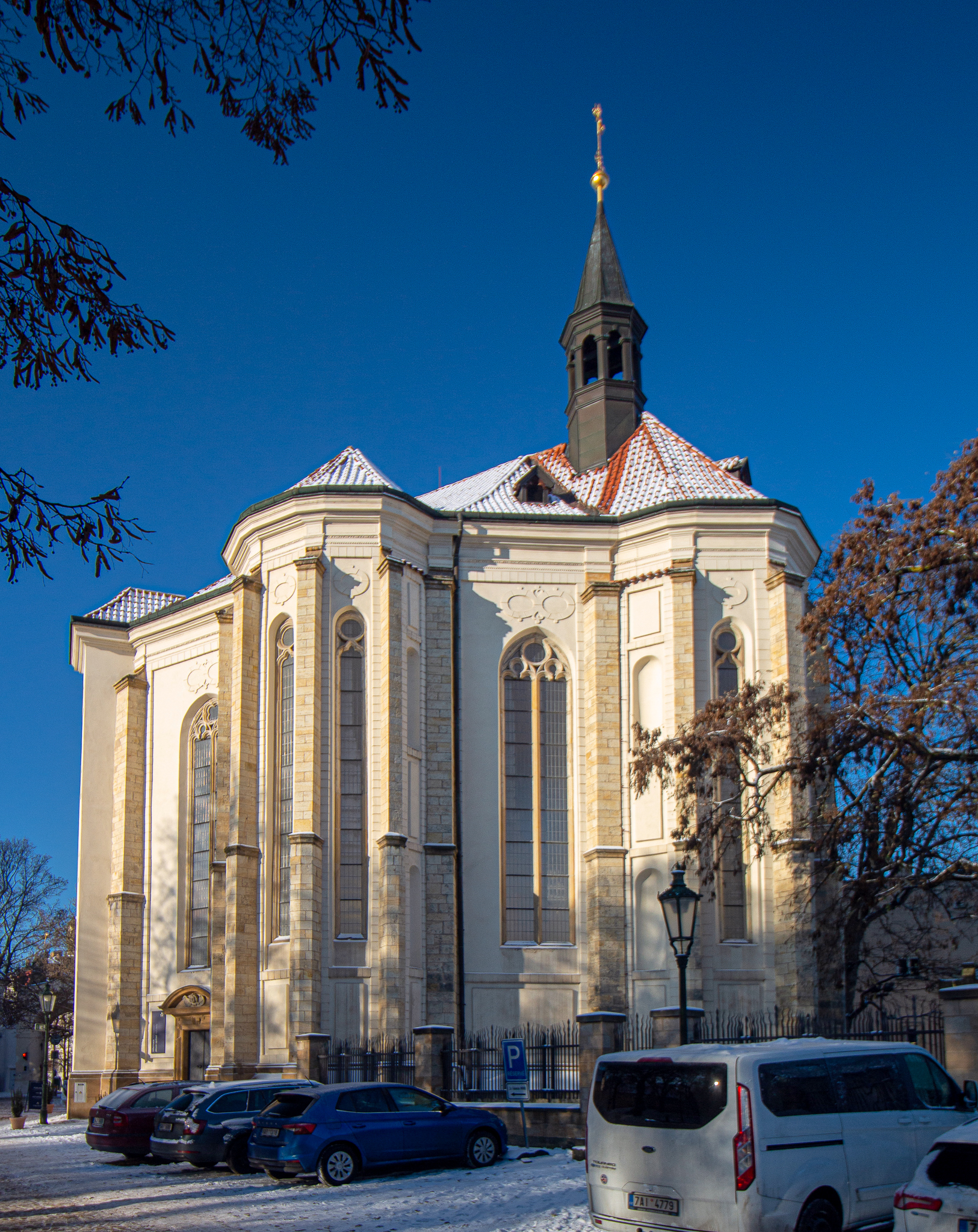
Kostel svatého Rocha

Klášter byl založen roku 1143 knížetem Vladislavem II. s chotí Gertrudou a olomouckým biskupem Jindřichem Zdíkem a dostal nové jméno Sion. Zdá se, že Jindřich Zdík se zde pokusil s podporou pražského biskupa Jana vytvořit klášter řeholních kanovníků zřejmě inspirovaný kanovníky Božího hrobu. Po smrti biskupa Jana tyto snahy podporoval i jeho nástupce Ota a kníže Vladislav. Těžkosti řeholníků posléze vyřešil Jindřich Zdík žádostí na generální kapitulu premonstrátského řádu o nové osazení konventu.
| „                                            | A protože bylo hodno, aby jako řízením Božím vzrůstala zbožnost řeholních mužů, aby tak, ba ještě více měla v něm vzrůstati řehole svatého života a klášterní dokonalosti, začal jsem v starostlivém rozjímání pátrati, odkud by se takové osoby pro to místo přízni Boží obstaraly. Protože se pak o steinfeldském klášteře rozšířila častá pověst a nás uvědomila, že jak pan probošt, tak všichni bratři pod řeholí svatého Augustina Pánu tam rytěřující i mezi vynikajícími muži toho řádu září jako světla na klenbě nebeské, zatoužil jsem, abych zasloužil dostat z jejich svaté a Bohu milé společnosti opata s konventem, poprosil jsme o ně pana probošta a obdržel jsem je a odevzdal jsem jim s pomocí Boží správu toho místa... | “ |
| — Jindřich Zdík v zakládací listině kláštera | |   |

Roku 1142 na Strahov přišli premonstrátští mniši z vestfálského Steinfeldu. Kamenný kostel a klášter byl pak vybudován ve druhé polovině 12. století, roku 1178 zde byl pohřben král Vladislav II. a po úpravách byl kostel podruhé vysvěcen roku 1182.
Po požáru roku 1258 a ve 14. století byl klášter různě přestavován. Po vyplenění v husitských válkách roku 1420 byl obnoven a výrazně přestavěn až v letech 1601-1605 (kostel) a 1614–1626 konvent. Roku 1613 byla také nově založena Opatská zahrada. Roku 1627 sem byly z Magdeburgu převezeny ostatky zakladatele premonstrátského řádu svatého Norberta (+1134) a 1648 klášter vyrabovalo švédské vojsko, které odvezlo i velkou část knihovny.
Barokní přestavbu vedli architekti Giovanni Domenico Orsi (1671–1674]), který postavil také nový knihovní sál (dnešní Teologický), a Jan Baptista Mathey (budova opatství, po 1682). Po poškození kostela roku 1742 opravoval fasády Anselmo Lurago a koncem 18. století se na přestavbách průčelí Filosofického sálu knihovny podílel Ignác Jan Nepomuk Palliardi.
Po převzetí moci komunisty byl roku 1950 klášter uzavřen a řeholníci z větší části deportováni do sběrných táborů. Při rekonstrukci pro účely Památníku národního písemnictví v letech 1950–1953 se ukázalo, že velké části původní románské stavby kostela i kláštera se zachovaly, a to až do výše prvního patra. V letech 1992–1993 byl klášter obnoven a v následujících letech opraven.

## Bazilika Nanebevzetí Panny Marie

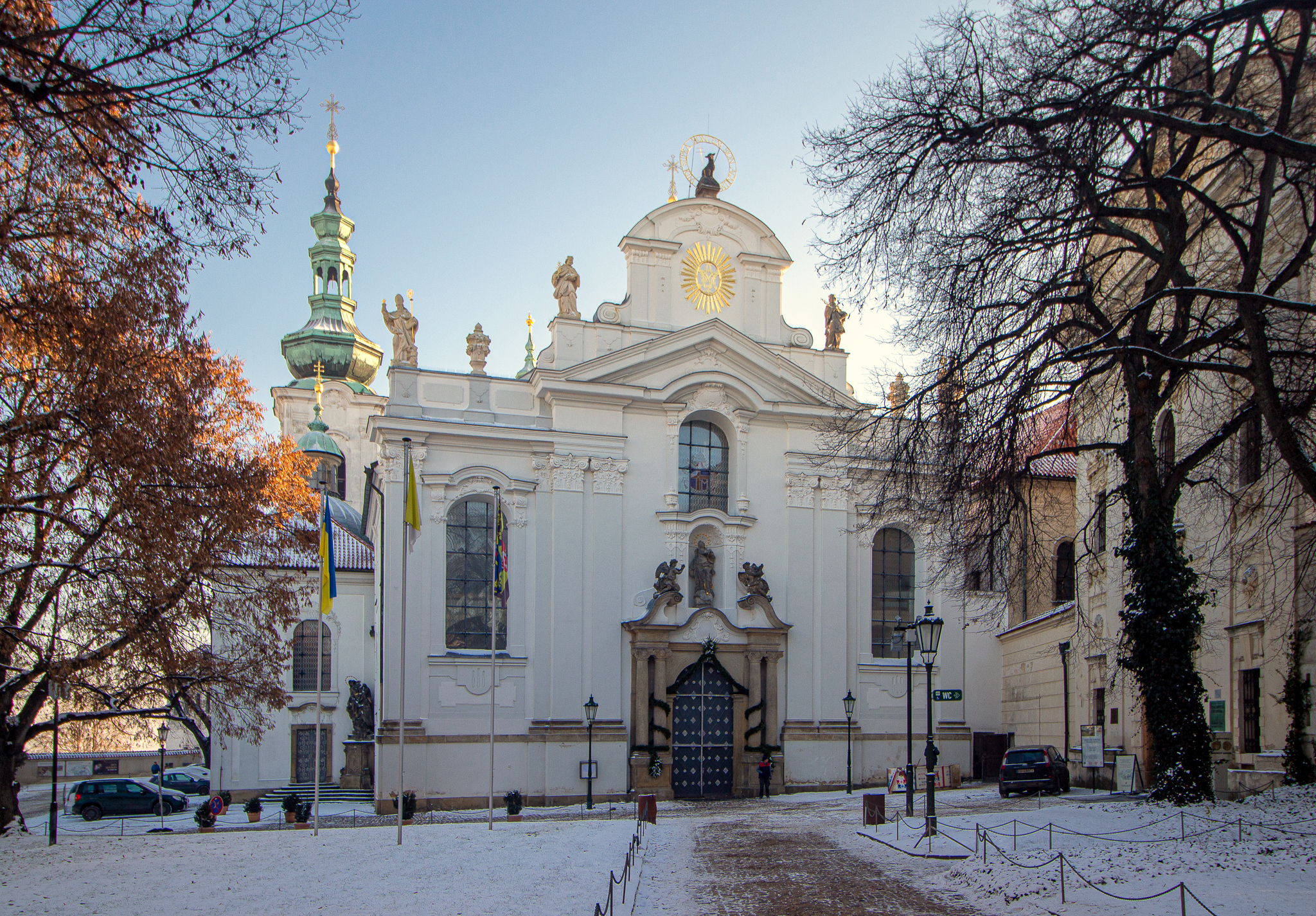
Klášterní bazilika Nanebevzetí Panny Marie

Původně románská bazilika Nanebevzetí Panny Marie z druhé poloviny 12. století byla goticky přestavována po požáru v roce 1258. Zároveň byla k severní boční lodi přistavěna kaple zasvěcená původně sv. Voršile, dnes sv. Norbertovi.
Další přestavba přišla po vyplenění baziliky husity a dlouhém chátrání až za opata Jana Lohelia v letech 1601–1605, kdy byla stržena příční loď a staré věže průčelí a postaveny nové. V renesančních úpravách pokračoval i jeho nástupce Kašpar z Questenberka, který v letech 1630–1631 nechal baziliku prodloužit a zbudovat nové průčelí. K jižní lodi pak nechal přistavět kapli Panny Marie Pasovské.
Současná barokní podoba baziliky je dílem italského architekta Anselma Luraga, který vedl přestavbu poté, co byla v roce 1742 a 1751 poškozena při francouzském a pruském bombardování Prahy. Bazilika byla důkladně opravena po roce 1993.

## Knihovna

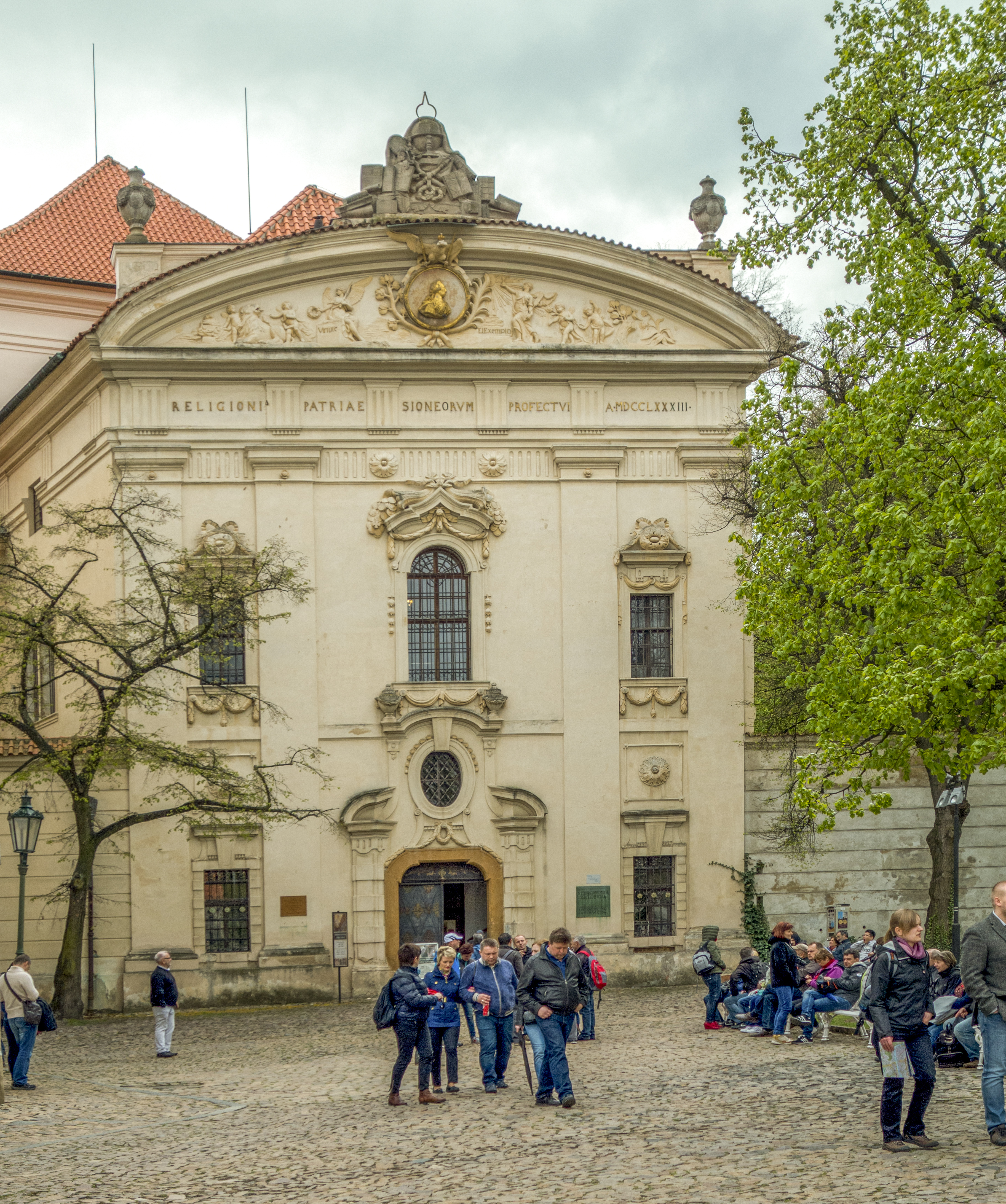
Průčelí knihovny

Strahovská knihovna je jednou z nejcennějších a nejlépe zachovaných historických knihoven nejen v Česku. Uchovává přes 200 tisíc knih, z toho přes 3000 rukopisů a 1500 prvotisků, uložených ve zvláštním depozitáři. Knihovnu tvoří dva sály, Teologický a větší Filosofický, a spojovací chodby mezi nimi.

### Průčelí knihovny
bylo dokončeno v roce 1783, toskánské pilastry nesou kladí s triglyfy a štít ukončený segmentem. V metopě vlysu je nápis: RELIGIONI PATRIAE SIONEORUM PROFECTUI (náboženství, vlasti, Sionským k prospěchu) s letopočtem A. M. D. CCLXXXIII (1783). Mezi vázami nad středem vlysu je plastika obsahující zeměkouli, žezlo, kružítko a knihy. Pod ní, ve středu reliéfu, je zlacený medailon s portrétem Josefa II., císaře Svaté říše římské. 
Po roce 1781 Josef II. rušil neužitečné kláštery, ale Strahovský klášter k nim nepatřil. Umístění medailonu tohoto panovníka na fasádě církevního objektu je unikátní.

### Teologický sál
Nejstarší část dnešní knihovny, tak zvaný Teologický sál, vznikl v letech 1671–1674 podle návrhu a pod vedením G. D. Orsiho. Nástropní fresky od strahovského řeholníka Siarda Noseckého jsou z let 1721–1727. V sále je uložena hlavně teologická literatura, většinu severní stěny pokrývají různá vydání Bible.

### Kabinet kuriozit a spojovací chodba
Obě spojovací chodby slouží také jako knihovny, na západním konci severní spojovací chodby je takzvaný kabinet kuriozit, předchůdce pozdějších muzeí. V zasklených skříních jsou zde umístěny pozoruhodné přírodniny (lastury, vycpaná zvířata apod.).

### Filosofický sál
Hlavní klenutý sál historické knihovny, nazvaný Filosofický, o rozměrech asi 10 x 32 m sahá přes dvě patra budovy a má zhruba v polovině výšky ochoz. Vznikl úpravou původní sýpky v letech 1783–1785 s novým průčelím od I. J. Palliardiho a sochami Ignáce Františka Platzera. Roku 1792 byl upraven tak, aby se sem mohl přestěhovat knihovní mobiliář z roku 1778 ze zrušeného kláštera v Louce u Znojma. Nástropní fresky jsou od F. A. Maulbertsche z roku 1794 a znázorňují duchovní vývoj lidstva.

#### Interiéry

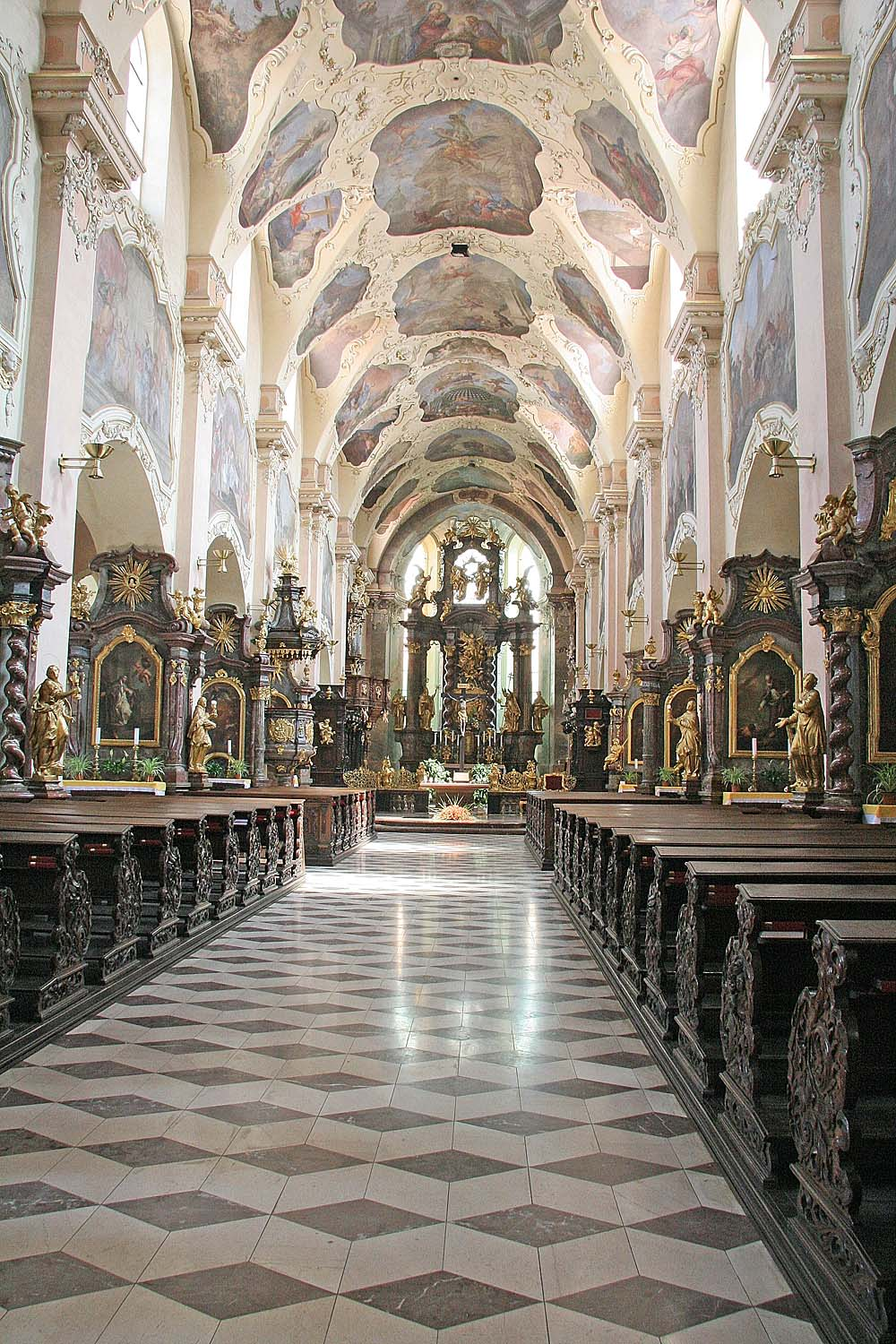
Interiér baziliky
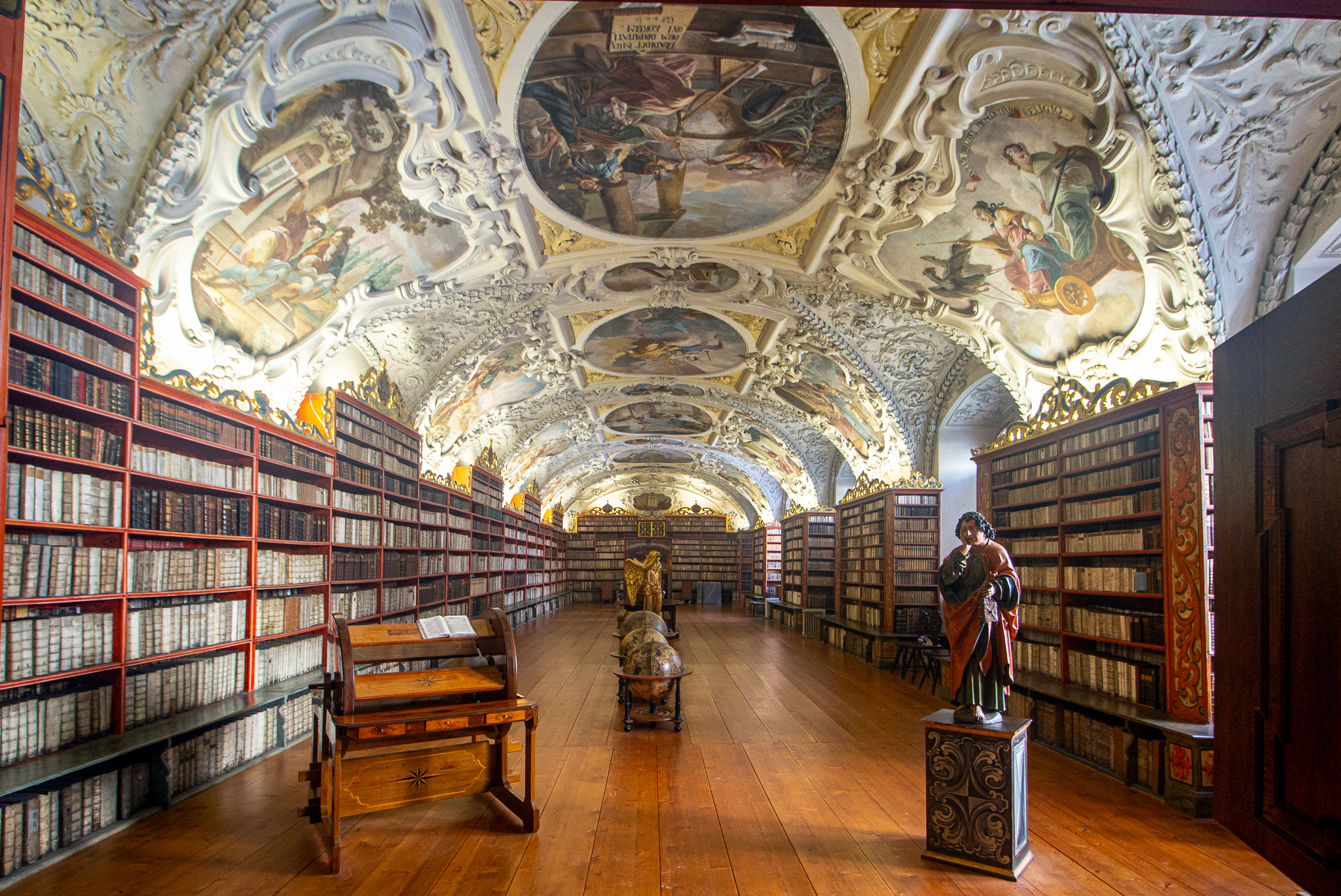
Teologický sál
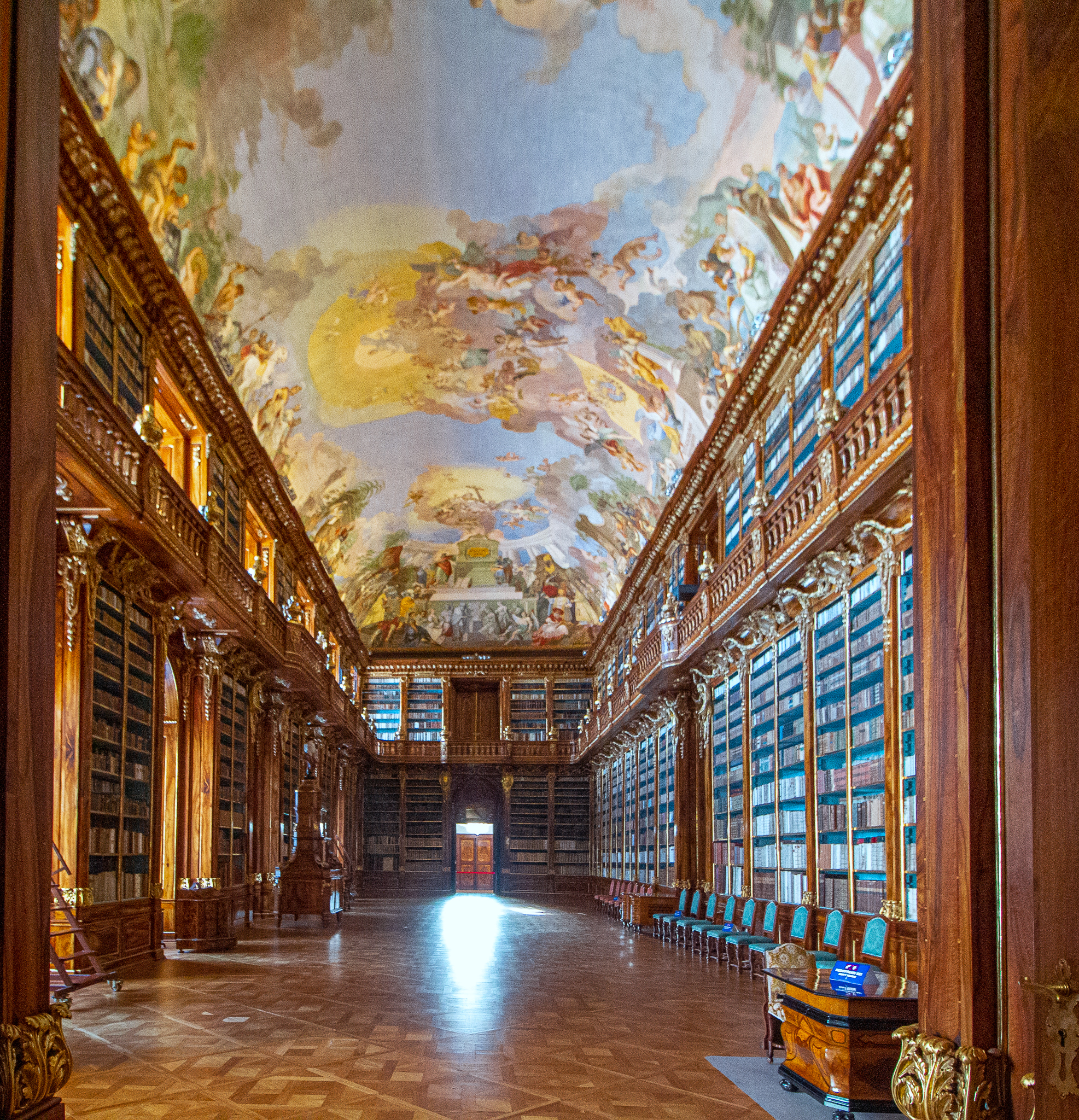
Filosofický sál

## Obrazárna
Strahovský klášter po staletí pečoval o vzdělanost a kulturu. Již v 18. století zde existovala hodnotná sbírka obrazů. Rok po svém zvolení strahovským opatem (1834) se Jeroným Josef Zeidler rozhodl pro vybudování obrazárny. Stalo se tak v souvislosti se zájmem o Růžencovou slavnost, stěžejní dílo Albrechta Dürera, jež bylo v té době v majetku kláštera. Do obrazárny bylo hned po zřízení umístěno na 400 obrazů. V průběhu dalších let byla získána řada významných děl a byl také pořízen katalog. V sedmdesátých letech 19. století čítala obrazárna přes tisíc položek. Sál se stovkami obrazů navštěvovaly ročně desítky, později stovky zájemců z celé Evropy. Přesto byla možnost zhlédnout sbírku omezena jejím umístěním v prostorách klauzury. Po násilném zrušení kláštera roku 1950 došlo k rozchvácení sbírek, nejhodnotnější části převzala pražská Národní galerie a další díla se většinou dostala do správy památkových objektů.
Společně s obnovení řeholního života byl v letech 1992–1993 fond obrazárny z větší části scelen, sbírka nyní obsahuje půldruhého tisíce maleb. Od roku 1993 je část kolekce poprvé veřejnosti prezentována ve stálé expozici, představující výběr části nejkvalitnějších obrazů z časového rozmezí 14. až 19. stol. Současná expozice je výběrem tematických celků, jež jsou ve strahovské sbírce obsaženy.

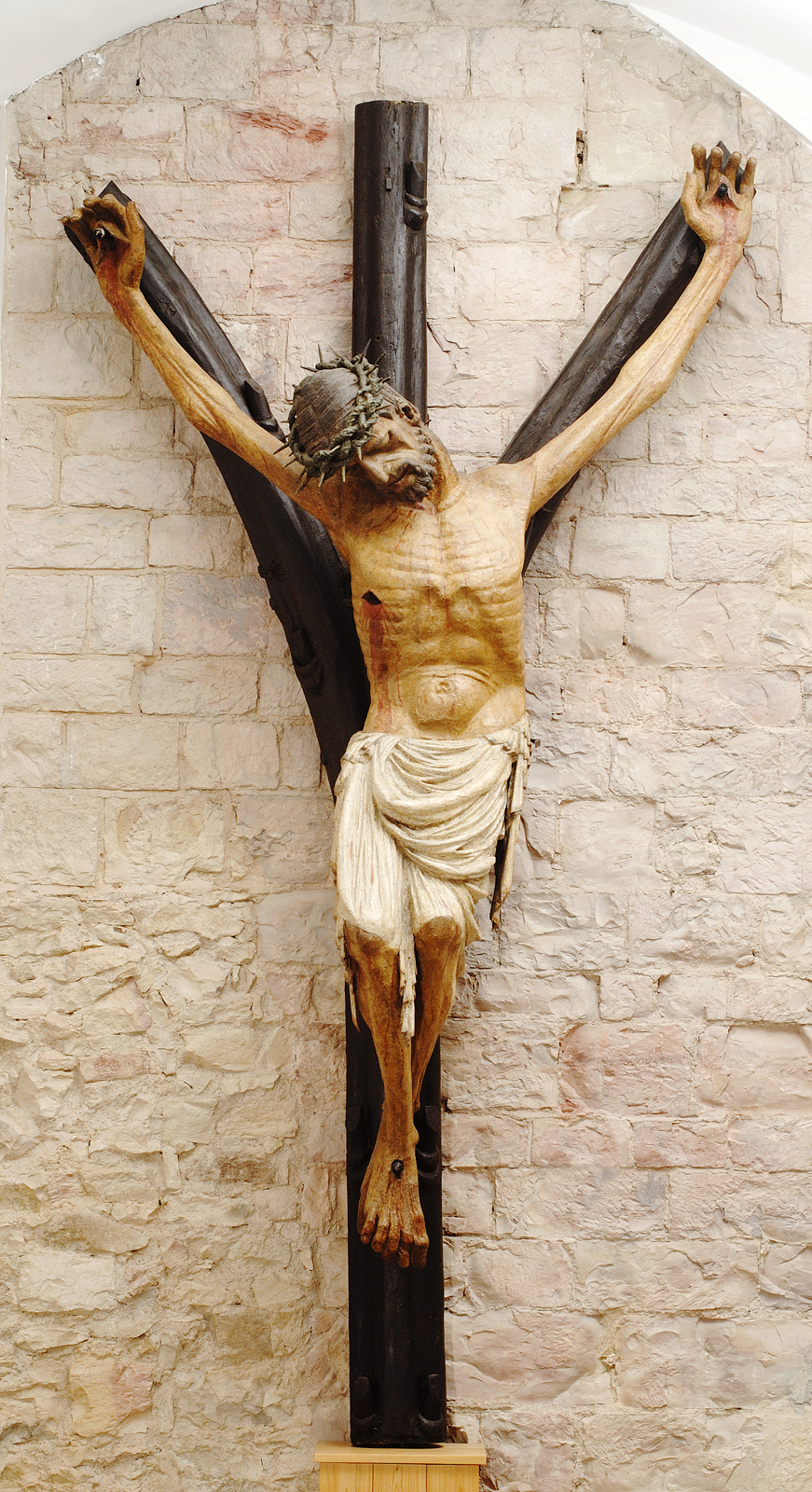
Přemyslovský krucifix
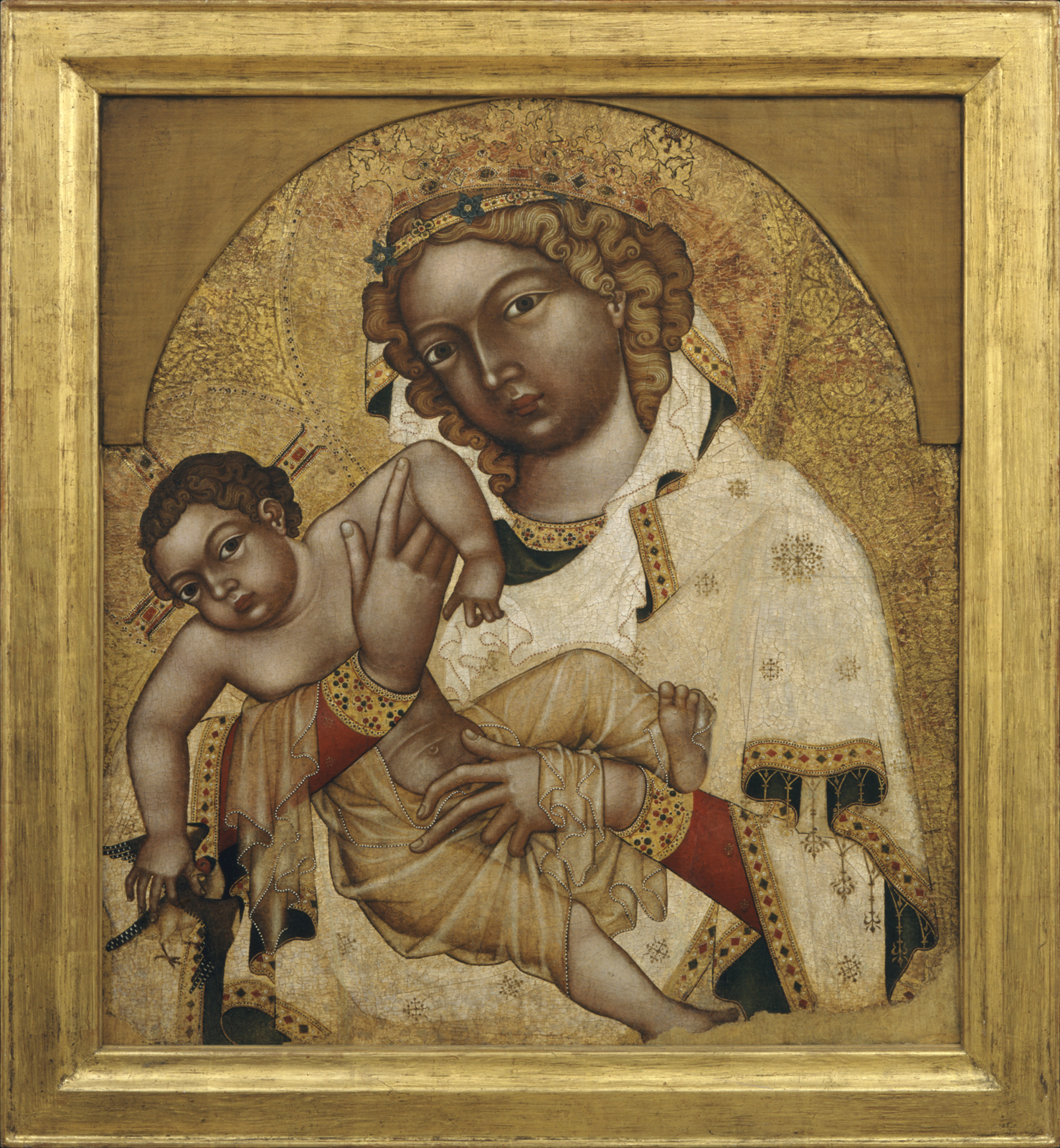
Madona strahovská
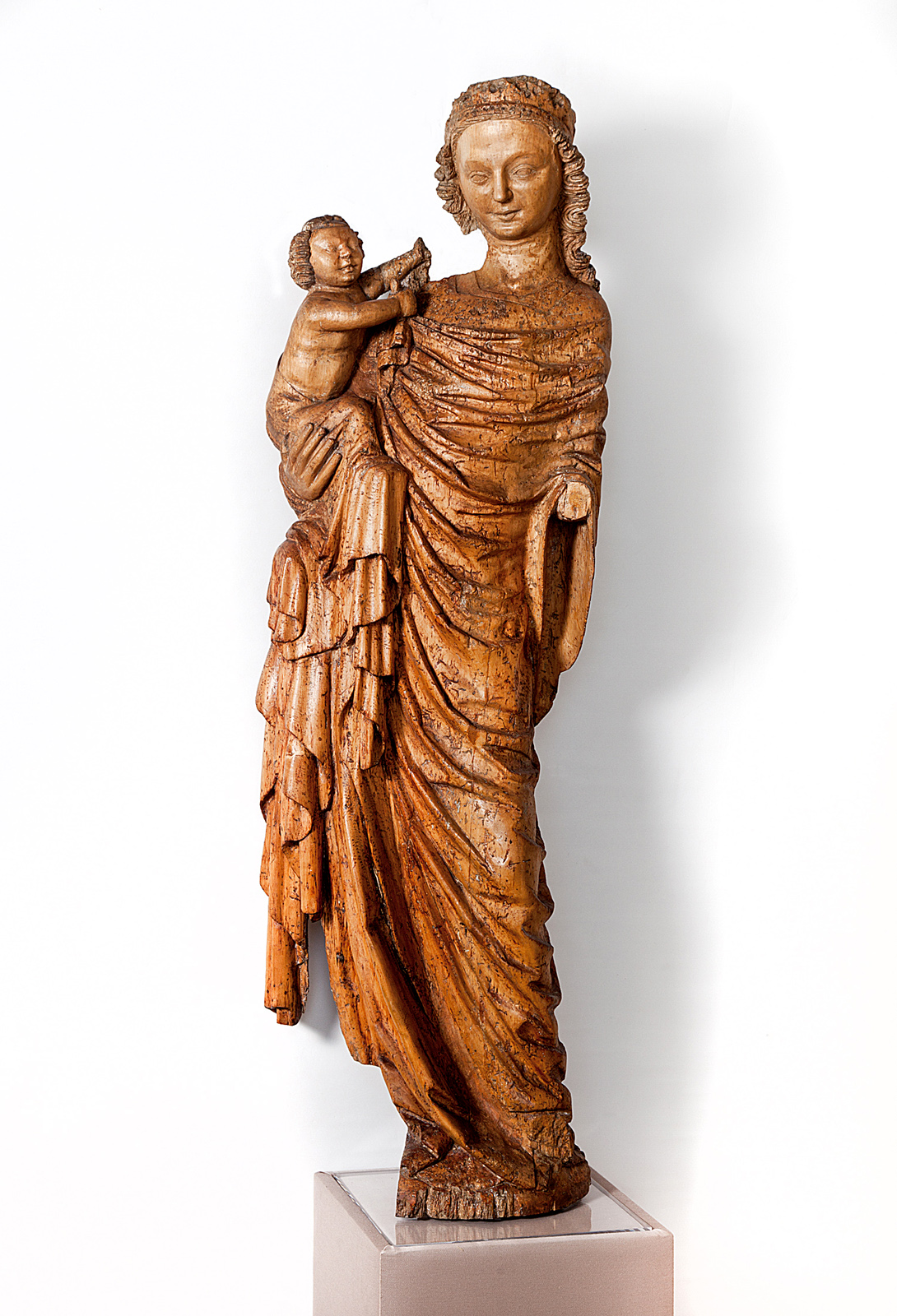
Madona z Jihlavy
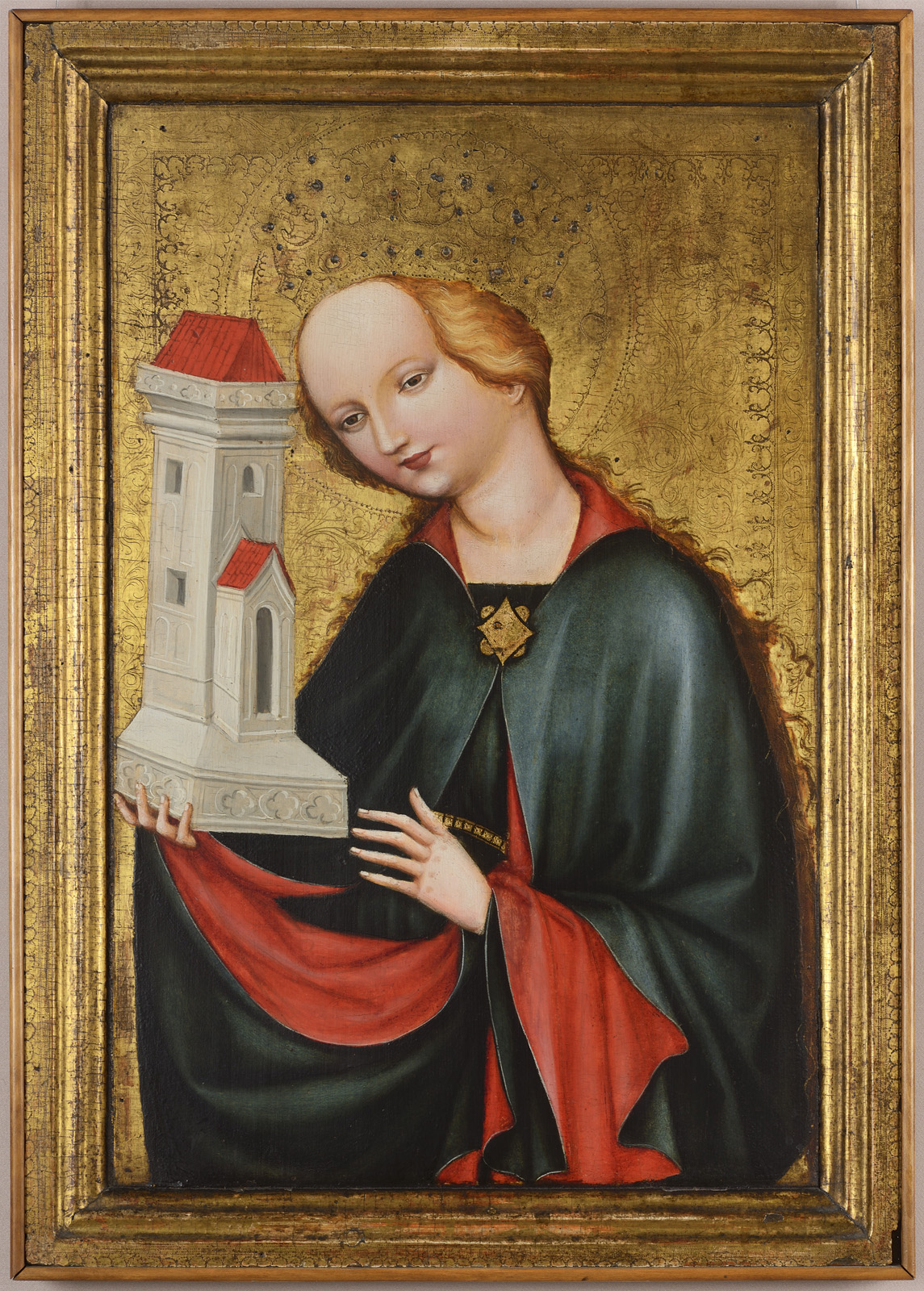
Svatá Barbora
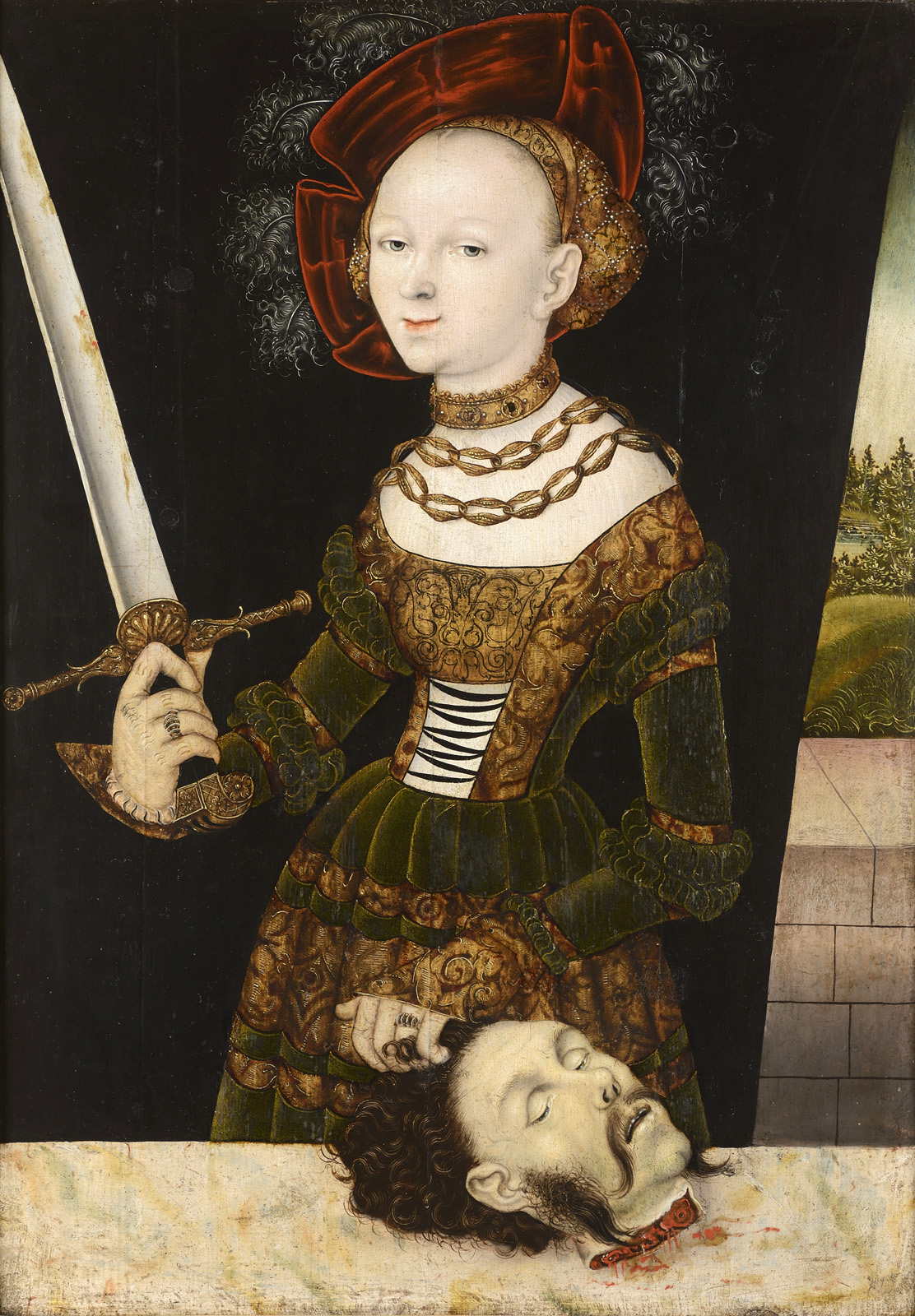
Judita s hlavou Holofernovou

## Současnost kláštera
V současnosti je opatem Královské kanonie premonstrátů na Strahově Rmus. D. Daniel Peter Janáček, O.Praem. (zvolen 26. června 2018). Ke kanonii patří celkem 75 řeholníků, žijících v klášteře samotném nebo na farách po celé České republice a v části Slovenska.

### Místa působení strahovských premonstrátů vsoučasnosti
- Arcidiecéze pražská:
  - klášter a farnost Praha-Strahov
  - farnost Praha-Nebušice
  - farnost Rudná-Hořelice
  - farnost Tachlovice
  - Římskokatolická farnost u kostela sv. Ludmily Praha-Vinohrady
  - farnost Praha-Košíře
  - farnost Praha-Řepy
  - farnost Úhonice
  - farnost Praha-Střešovice
  - farnost Říčany u Prahy
  - farnosti spravované z Říčan u Prahy: farnost Jažlovice, farnost Kostelec u Křížků, farnost Popovičky, farnost Velké Popovice, farnost Mukařov.
  - farnost Nové Strašecí
- Diecéze litoměřická:
  - farnost Bohušovice nad Ohří
  - farnost Doksany + tamní klášter sester premonstrátek
  - farnost Liběšice u Žatce
  - farnost Štětí nad Labem
  - farnost Žatec
- Diecéze českobudějovická:
  - farnost a klášter Milevsko
  - farnosti spravované z kláštera Milevsko: farnost Bernartice, farnost Hodušín, farnost Chyšky, farnost Jistebnice, farnost Klučenice, farnost Kostelec nad Vltavou, farnost Kovářov, farnost Květov, farnost Lašovice, farnost Nadějkov, farnost Předbořice, farnost Sepekov, farnost Veselíčko
  - farnost Březnice u Příbrami
- Diecéze brněnská:
  - řeholní dům a farnost Jihlava – sv. Jakub
  - farnosti spravované z Jihlavy: farnost Rančířov u Jihlavy, farnost Vyskytná nad Jihlavou
  - farnost Louka u Znojma
  - farnosti spravované ze Znojma-Louky: farnost Konice, farnost Havraníky, farnost Hnanice, farnost Šatov
  - farnost Křenovice u Slavkova
  - farnost Bučovice
- Arcidiecéze olomoucká:
  - řeholní dům a farnost Svatý Kopeček u Olomouce
  - farnost Olomouc - Klášterní Hradisko
- Arcidiecéze bratislavská (Slovensko):
  - farnost Holíč
- Diecéze nitranská (Slovensko):
  - farnost Vráble

## Budovy

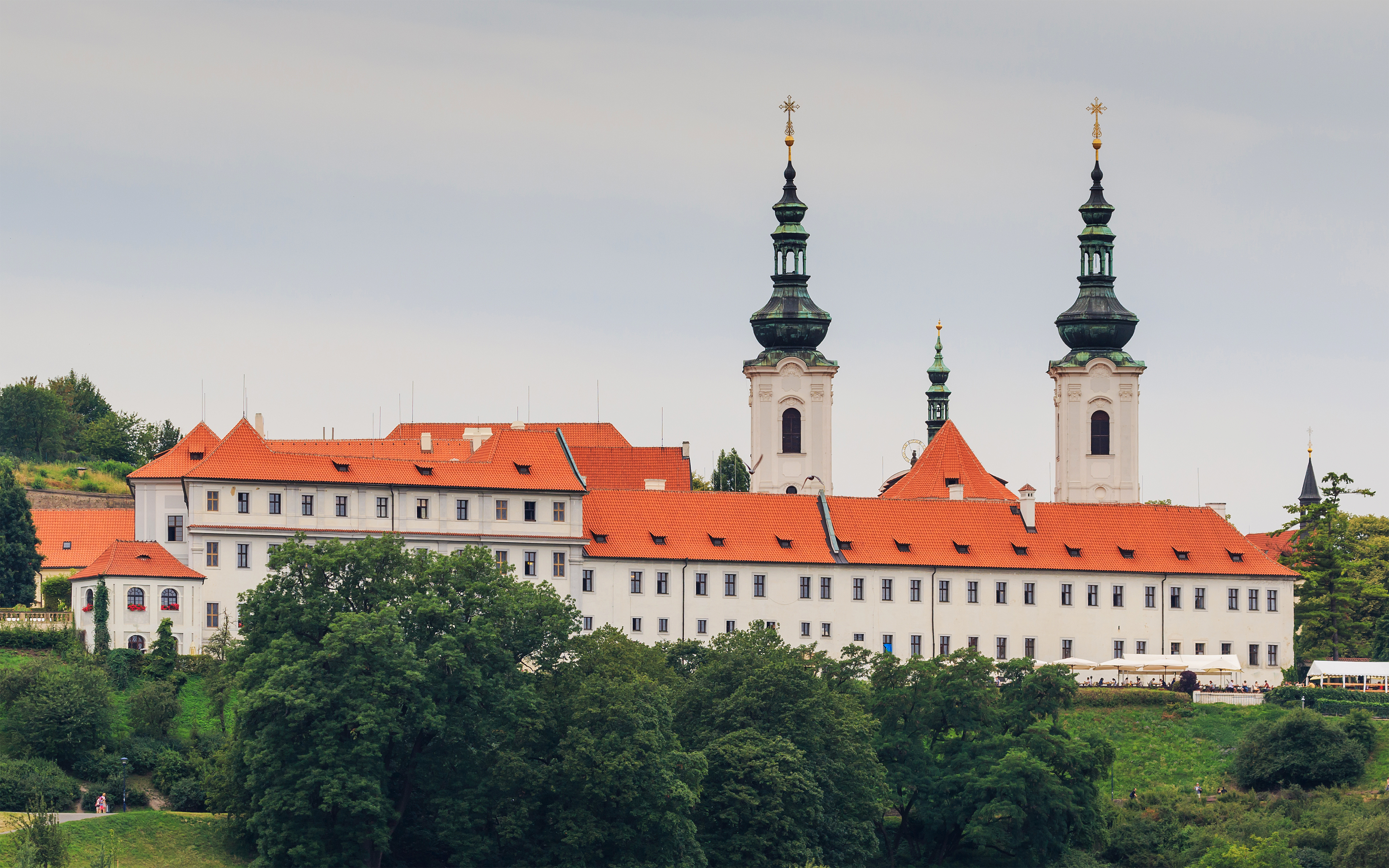
Panorama kláštera
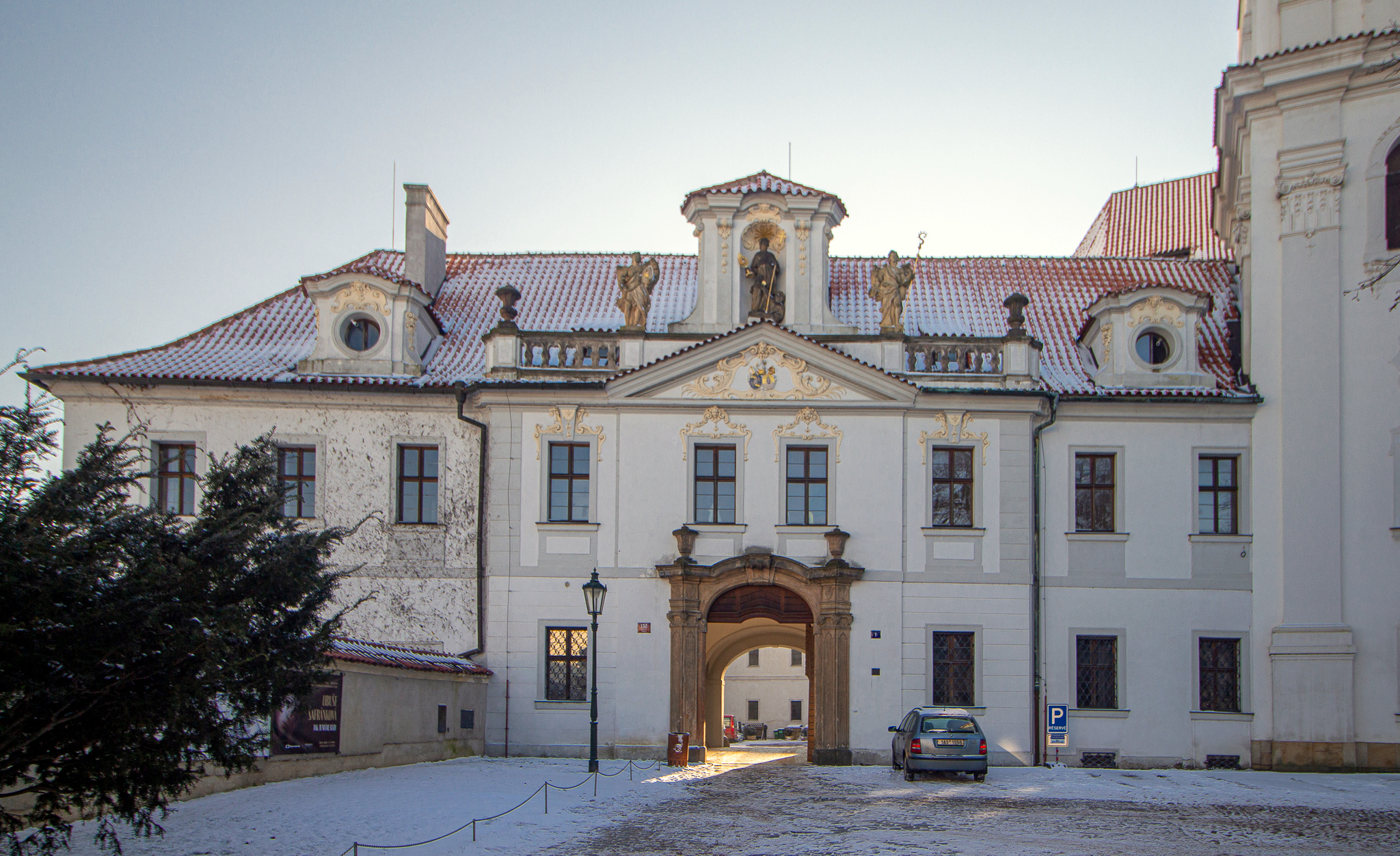
Vstup do kláštera
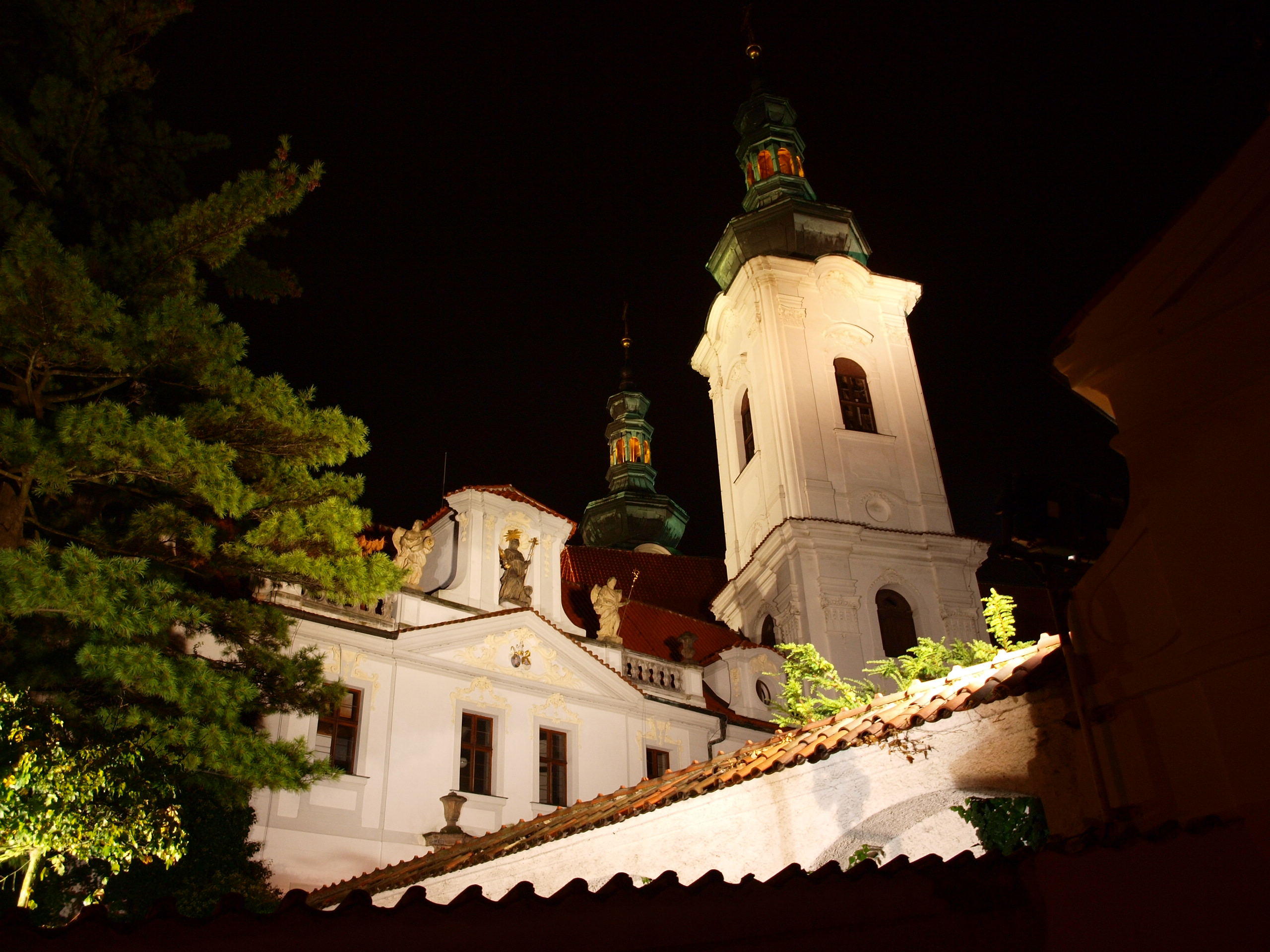
Strahovský klášter v noci
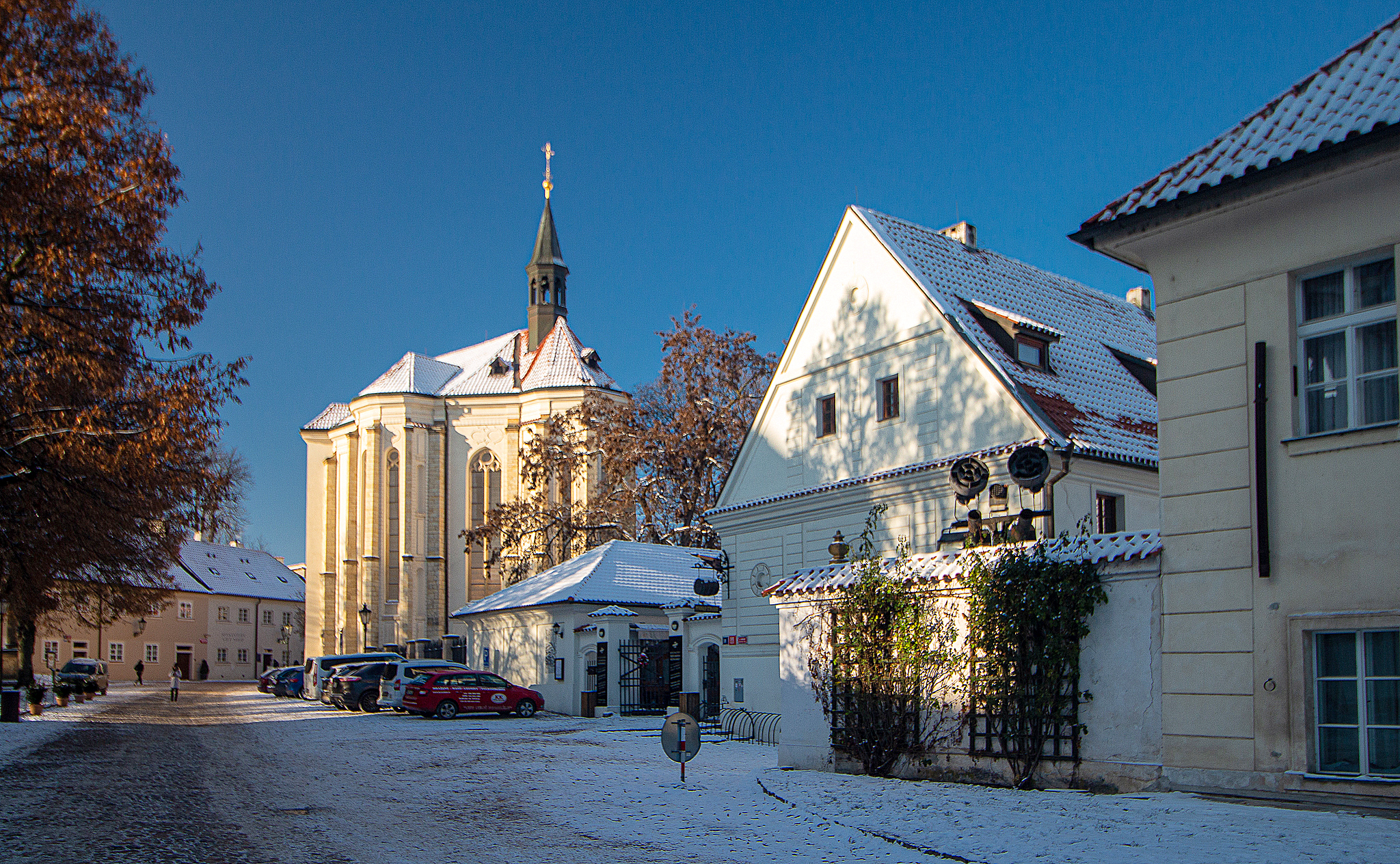
Strahovské nádvoří s klášterním pivovarem
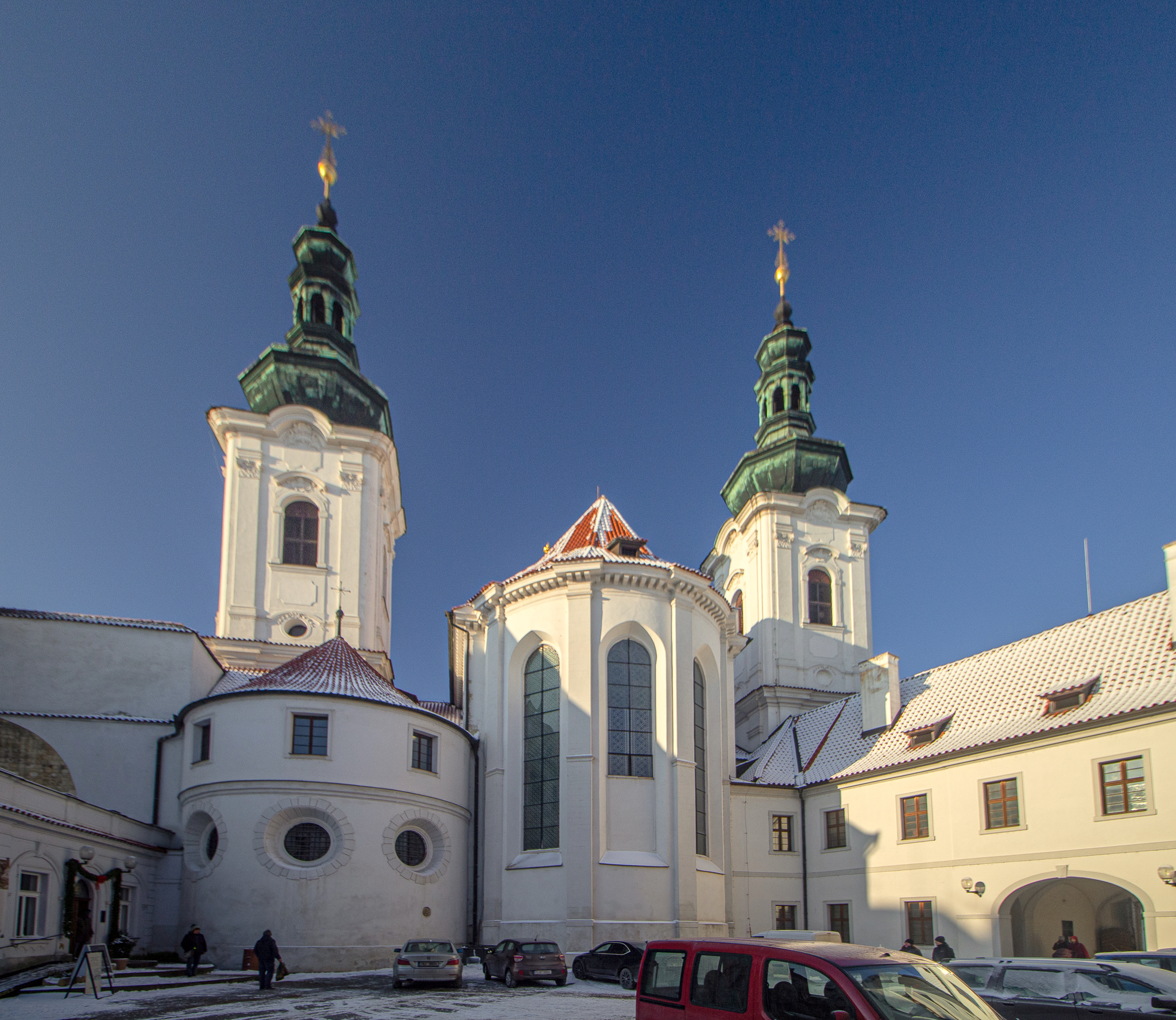
Klášterní bazilika Nanebevzetí Panny Marie na Strahově
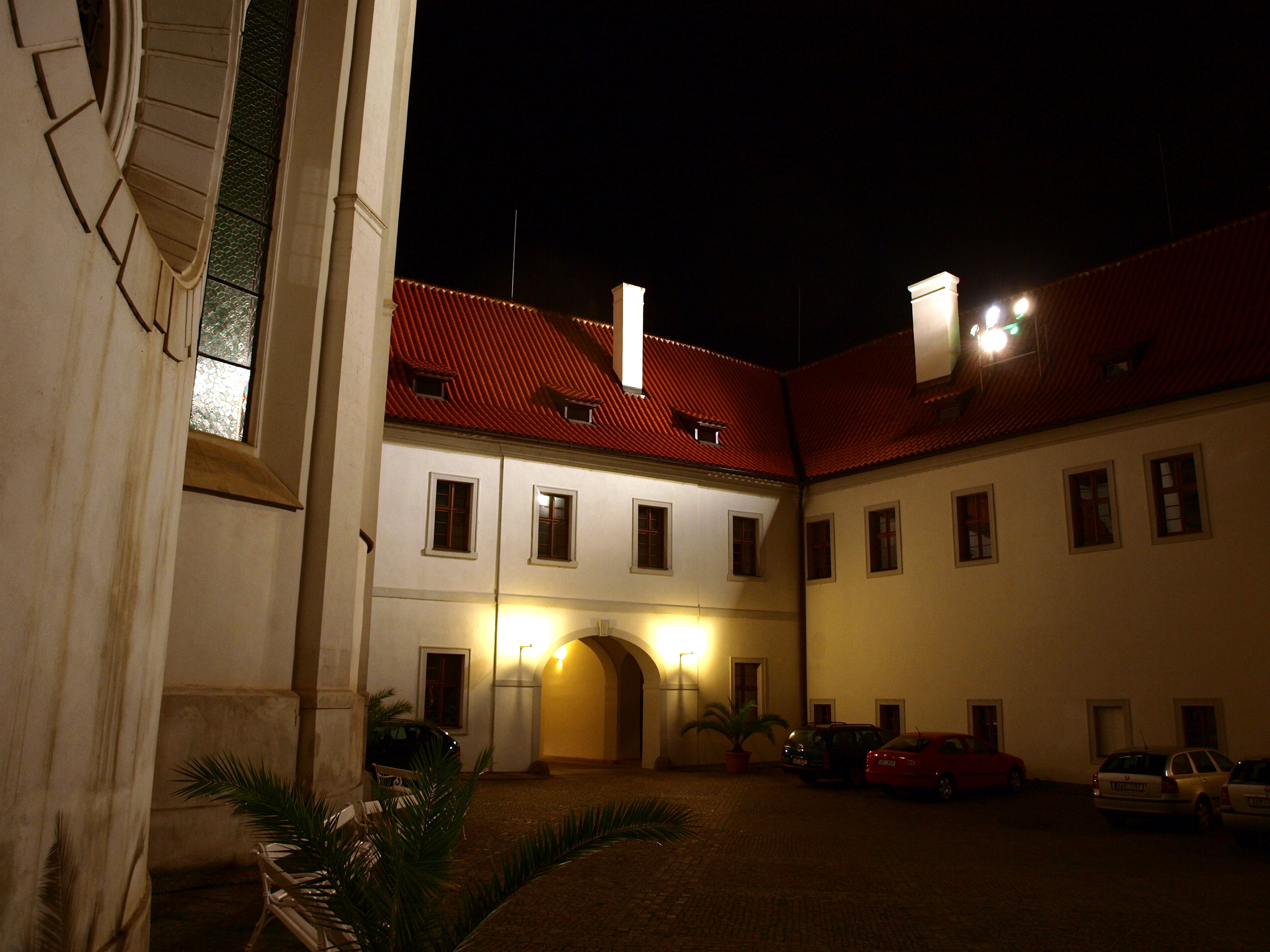
Vnitřní dvůr kláštera